# Ла-Манча
Ла-Ма́нча (исп. La Mancha) — историческая область Испании в автономном сообществе Кастилия-Ла-Манча, ранее также провинция. Административно рассматривается как район (комарка), который делится на десять подрайонов (субкомарок). Часть из подрайонов находятся на территории провинции Куэнка, часть — на территории провинции Сьюдад-Реаль, часть — на территории провинции Толедо и часть — на территории провинции Альбасете.
В этой области Сервантес поместил действие своего романа «Дон Кихот» (хотя описываемые в романе пасторальные пейзажи весьма условны и имеют мало общего с реалиями этой области). Внимание туристов привлекают живописные ветряные мельницы, с одной из которых в романе сражался Дон Кихот. Почти все виноградники Ла-Манчи засажены лозами сорта айрен.

## Районы Ла-Манчи
- Район Манча-Альта (исп. Mancha Alta) (1 на карте) — Верхняя Манча, находится на стыке нескольких провинций
- Район Манча-Баха (исп. Mancha Baja) (7 и 9 на карте) — Нижняя Манча, находится на стыке провинций Сьюдад-Реаль и Куэнка
- Район Ла-Манчуэла (3 на карте) — Малая Манча, находится на стыке провинций Альбасете и Куэнка

### Районы Куэнки
- Ла-Манча-де-Куэнка (исп. La Mancha de Cuenca) (1b на карте), входит в состав Манча-Альта
- La Mancha Baja ---> Манча-Баха (Куэнка), другая часть входит в провинцию Сьюдад-Реаль
- Манчуэла-Конкенсе входит частично в состав Ла-Манчуэла (3 на карте) и Ла-Манча-Альбасетания (1d на карте)

### Районы Сьюдад-Реаля
- Манча-де-Криптана (1c на карте), входит в состав Манча-Альта, историческая область на стыке нескольких провинций, вокруг муниципалитета Кампо-де-Криптана
- Кампо-де-Калатрава (9 на карте), в составе Манча-Баха
- Кампо-де-Монтьель (5 на карте) (Campo de Montiel), другая часть области находится в провинции Альбасете
- Кампо-де-Сан-Хуан (9 на карте), в составе Манча-Баха
- Валье-де-Алькудия (10 на карте) (Valle de Alcudia)

### Районы Толедо
- Манча-Альта-де-Толедо ордена Сан-Хуана (1a на карте), входит в состав Манча-Альта
- Меса-де-Окания (11 на карте)

### Районы Альбасете
- Ла-Манча-Альбасетания (1d на карте) в составе комарки Ла-Манча-дель-Хукар-Сентро, входит в состав Манча-Альта
- Ла-Манча-дель-Хукар (2 на карте)
- Ла-Манчуэла (3 на карте)
- Кампо-де-Монтьель (5 на карте), в составе комарки Сьерра-де-Алькарас-и-Кампо-де-Монтьель, другая часть области находится в провинции Сьюдад-Реаль
- Сьерра-де-Алькарас (8 на карте), в составе комарки Сьерра-де-Алькарас-и-Кампо-де-Монтьель
- Манча-де-Монтеарагон, также Кампо-де-Чинчилья (4 на карте), в составе комарок Льянос-де-Альбасете и Ла-Манча-дель-Хукар-Сентро и частично Монте-Иберико-Корредор-де-Альманса
- Антипланисье-де-Альманса (6 на карте) в составе комарки Монте-Иберико-Корредор-де-Альманса

## В искусстве
- Дон Кихот
- 2024 - Гиганты Ла-Манша (исп. Giants of la Mancha), (Аргентина, Германия, Испания, Великобритания), режиссер Гонсало Гутьеррес